# Barão de Alcantarilha
Barão de Alcantarilha é um título nobiliárquico criado por D. Luís I de Portugal, por Decreto de 17 de Junho de 1869, em favor de Sebastião José de Mendonça.

## Barão de Albufeira (1823)

### Titulares
1. Sebastião José de Mendonça, 1.º Barão de Alcantarilha.

### Armas
Uso do brasão que foi concedido no Brasil ao seu irmão, o Barão de Jaraguá, por Alvará de 22 de Agosto de 1861.
O brasão de armas é descrito da seguinte forma:

Um escudo esquartelado; no primeiro quartel as armas dos Mendonças, que são – o escudo françado, no primeiro verde uma banda vermelha coticada d’oiro; no segundo um S preto em campo d’oiro, e assim os contrarios; no segundo as dos Vieiras – em campo vermelho seis vieiras de oiro em duas palas; no terceiro as dos Mattos – em campo vermelho um pinheiro verde, com fructos, perfis e raizes de oiro entre dois leões do mesmo metal, armados de azul; no quarto, as dos Moreiras, – em campo vermelho nove escudetes de prata, sobre cada um sua cruz verde floretada como as de Aviz, em tres palas – Timbre – uma aza d’oiro e sobre ella um S como os do escudo, e por differença uma brica de prata com um S preto. 